# Hyphoraia hamata
Hyphoraia hamata là một loài bướm đêm thuộc phân họ Arctiinae, họ Erebidae.